# Kinoshita Himari
Kinoshita Himari (木下 ひまり (Mộc-Hạ Dương-Quỳ) 21 tháng 5 năm 1996 –), còn được biết đến là Hanazawa Himari (花沢 ひまり (Hoa-Trạch Dương-Quỳ)), là một nữ diễn viên khiêu dâm người Nhật Bản. Cô sinh ra tại Tokyo. Cô thuộc về công ti ACT.

## Sự nghiệp
- 17/4/2020, cô ra mắt ngành phim khiêu dâm từ hãng phim Prestige.
- 8/5/2020, cô mở tài khoản Twitter. Trong chưa đầy một năm, tài khoản này đã thu hút được hơn 30 nghìn người theo dõi.
- 27/12/2020, cô mở tài khoản Instagram.
- 26/1/2021, dự án "Sách ảnh kỉ niệm 1 năm Kinoshita Himari ～Tôi muốn chụp ảnh đẹp tại bãi biển đẹp ~" của cô được bắt đầu trên trang gọi vốn cộng đồng qua bán hàng "Hitotsunagi" (ひとつなぎ)
- 26/2/2021, cô mở tài khoản TwitCasting.
- 10/3/2021, một sự kiện (chụp ảnh và xin chữ kí) của cô được tài trợ bởi MAXING tại Lammtarra MEDIA WORLD AKIBA (từ 18:00).
- 13/3/2021, một sự kiện cho những người mua đĩa DVD của cô bởi nhà sản xuất băng đĩa video Momotaro được tổ chức tại cửa hàng Lammtarra Akihabara (từ 11:30) và EpiXis Akiba (từ 18:00)
- 16/3/2021, dự án "Sách ảnh kỉ niệm 1 năm Kinoshita Himari ～Tôi muốn chụp ảnh đẹp tại bãi biển đẹp ~" của cô đã hoàn tất gọi vốn. Trang gọi vốn vẫn tiếp tục mở đến ngày 17/4. Địa điểm chụp ảnh là ở Okinawa.
- 15/4/2021, một sự kiện cho những người mua đĩa DVD của cô được tài trợ bởi MAX-A được tổ chức tại Lammtarra MEDIA WORLD AKIBA (từ 18:00).
- Trong năm 2021 "Sách ảnh kỉ niệm 1 năm Kinoshita Himari ～Tôi muốn chụp ảnh đẹp tại bãi biển đẹp ~" của cô sẽ được xuất bản.
- Tháng 5/2021, cô được chọn làm một trong 10 nữ diễn viên khiêu dâm mông lớn thế hệ mới.[1] Cô xếp thứ 9 trong bảng xếp hạng nữ diễn viên nửa đầu năm 2021 theo thông cáo hàng tháng của FANZA.[2] Cô xếp thứ 5 trong bảng xếp hạng nữ diễn viên nửa cuối năm 2021 theo thông cáo hàng tháng của FANZA.[3]
- 2/9/2022, cô được chỉ định làm nữ diễn viên quảng cáo cho "Chiến dịch Triple HAPPY 2022" của HHH Group.[4]
- Trong bảng xếp hạng sàn video FANZA hàng tuần ngày 5/12/2022, phim của cô "Không còn là Kamibukuro nữa! Tôi đã tuyển chọn cách phim nổi tiếng của Kaguyahime Pt, nên nếu bạn mua nó bây giờ, bạn chắc chắn sẽ có một bộ sưu tập 32 giờ!" (Kaguyahime Pt/Mōsozoku) đã xếp thứ nhất.[5]

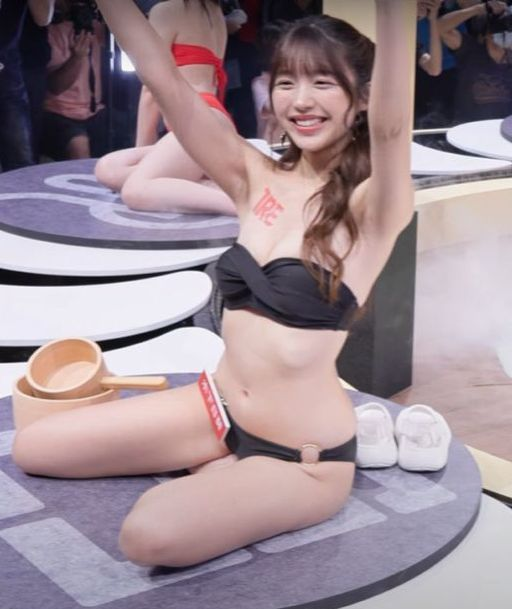
Cô tại Triển lãm Khiêu dâm Quốc tế Đài Bắc TRE (tháng 8/2023)

- Tháng 5/2023, cô xếp thứ 50 trong bảng "bầu cử nữ diễn viên phim khiêu dâm SEXY đang hoạt động 2023" của Asahi Geinō.[6]

## Đời tư
- Kĩ năng đặc biệt của cô là nấu ăn, đặc biệt là Nikujaga và Omurice. Sở thích của cô là mua sắm.
- Món ăn yêu thích của cô là các món thịt và mì. Trong số các loại yakiniku, cô thích nhất là lưỡi bò. Cô thích miếng bít tết được làm chín hẳn (well-done). Các móm khác bao gồm mì ramen (tonkotsu, miso), mì udon, pasta, đồ ăn nhanh (McDonald's: đặc biệt là bánh nướng nhân thịt xúc xích hay bánh Mac buổi sáng), các loại khoai (khoai tây・khoai lang), khoai tây chiên, khoai tây nướng kiểu Mĩ (Jagarico), v.v. Món yêu thích gần đây của cô là daifuku trái cây.
- Cô không thích các món cá và rau củ. Ngay cả khi ở nhà hàng sushi, cô ăn tất cả mọi thứ trừ cá sống. Tuy nhiên, cô có thể ăn cá ngừ và lươn. Ngoài ra, cô còn không thích thạch konnyaku.
- Cô có nhiều món cô thích hay không thích và cô thông thường không muốn ăn.
- Loài vật yêu thích nhất của cô là chó. Nơi cô thích nhất là ở nhà. Màu cô yêu thích là màu hồng.[7]
- Khi cô còn là học sinh cấp hai, cô muốn làm trong ngành giải trí và đã tham gia một buổi thử vai.
- Cô học chương trình cấp ba mà không cần đến trường trực tiếp.
- Lần quan hệ tình dục đầu tiên của cô là vào năm 18 tuổi.
- Cô ra mắt ngành phim khiêu dâm với tư cách là nữ diễn viên gợi cảm sau khi được săn tìm.
- Cô có một đôi chân đẹp và thu hút. Kiểu dáng như người mẫu đã làm cô nổi tiếng ngay cả trước khi vào ngành.
- Sau khi ra mắt ngành chính thức, trong chớp mắt cô đã trở thành một chủ đề được bàn tán, đặc biệt là với những người hâm mộ từ trước, và độ nổi tiếng của cô tăng lên.
- Cô có một tính cách phóng khoáng, nghiêm túc và quan tâm đến người hâm mộ.